# Objectif de valeur constitutionnelle d'accessibilité et d'intelligibilité de la loi
En droit français, l'objectif de valeur constitutionnelle d'accessibilité et d'intelligibilité de la loi est un objectif de valeur constitutionnelle qui découle des articles 4, 5, 6 et 16 de la Déclaration des droits de l'homme et du citoyen de 1789.

## Histoire
Le Conseil constitutionnel reconnait pour la première fois l'objectif de valeur constitutionnelle d'accessibilité et d'intelligibilité de la loi par une décision du 16 décembre 1999. Cet objectif est précisé par une décision du 27 juillet 2006,.

## Contenu
L'accessibilité se rapporte à la possibilité de trouver physiquement le droit applicable tandis que l'intelligibilité renvoie à la lisibilité du texte et à l'adoption de dispositions suffisamment précises et de formules non équivoques.